# Freren
Freren település Németországban, azon belül Alsó-Szászország tartományban. Lakosainak száma 5193 fő (2023. december 31.). Freren Lengerich, Andervenne, Fürstenau, Hopsten, Schapen, Beesten, Messingen és Thuine községekkel határos.

## Népesség
A település népességének változása:
| Lakosok száma | 5002 | 5033 | 5048 | 5023 | 5136 | 5196 | 5193 |
|               | 2015 | 2016 | 2017 | 2019 | 2021 | 2022 | 2023 |